# The International Association of Music Information Centres
The International Association of Music Information Centres (IAMIC) (deutsch Internationale Vereinigung der Musikinformationszentren) ist ein 1986 gegründetes weltweites Netzwerk der Organisationen. die die zeitgenössische Musik dokumentieren und promovieren. IAMIC vereinigte 2010 37 Mitglieder in 36 Staaten. Der Hauptsitz von IAMIC befindet sich in Brüssel. Präsident ist seit 2024 Stephan Schulmeistrat, vormals Vizepräsident und Leiter des Deutschen Musikinformationszentrums.
Jedes der Musikinformationszentren dokumentiert und promoviert die E-, U- und F-Musik seines Landes, wie zeitgenössische Musik, klassische Musik, Weltmusik, Jazz and Popmusik.
Die Musikinformationszentren führen umfangreiche Sammlungen von Noten, Tonaufnahmen, Künstlerbiografien und musikwissenschaftlichen Werken. Sie liefern aller Art Musikalien und veranstalten Festivals, Konzerte, Wettbewerbe, Tagungen.
Während jedes der Zentren sich hauptsächlich mit der Musik seines eigenen Landes beschäftigt, fördert IAMIC den internationalen Austausch und gemeinsame Musikprojekte.

## Mitglieder
| - Australien - Belgien CeBeDem - Belgien Flanders Music Centre - Belgien Matrix - Dänemark - Deutschland - Estland - Finnland - Frankreich - Griechenland - Irland - Island - Israel | - Italien - Kanada - Kroatien - Lettland - Litauen - Luxemburg - Neuseeland - Niederlande - Norwegen - Österreich - Polen - Portugal - Schweden | - Schweiz - Slowakei - Slowenien - Südkorea - Tschechische Republik - Türkei - Ukraine - Ungarn - Vereinigte Staaten - Vereinigtes Königreich England - Vereinigtes Königreich Schottland - Vereinigtes Königreich Wales - Zypern |

## Landesorganisationen (Auswahl)
- Music Information Center Austria MICA
- Deutsches Musikinformationszentrum MIZ
- Fondation SUISA